# Fördergefälle
Fördergefälle bezeichnet als Schlagwort die negativen, meist wirtschaftlichen Auswirkungen, wenn aus Gründen der Strukturpolitik europäische oder staatliche Subventionen in aneinandergrenzenden Gebieten zu unterschiedlich hohen Fördersätzen, meist nach dem sogenannten Gießkannenprinzip gewährt werden. In diesem Fall wenden sich die Investitionen von dem geringer geförderten Gebiet ab und dem höher geförderten Gebiet zu.
Dies insbesondere, wenn die Infrastruktur vergleichbar ist und in dem höher geförderten Gebiet noch weitere Faktoren, wie niedrigere Lohnkosten bei annähernd gleicher oder sogar höherer Qualifikation hinzu kommen. Ein gutes Beispiel ist das ehemalige westdeutsche Zonenrandgebiet entlang der innerdeutschen Grenze, das selbst lange Jahre bis zur Wiedervereinigung Deutschlands durch die Zonenrandförderung stark subventioniert worden war. Diese Subvention, die Standortnachteile ausgleichen sollte, hat nicht unbedingt die Wettbewerbsfähigkeit der dort ansässigen Betriebe erhöht. Diesen wurde nun mit der deutschen Einheit die Förderung entzogen, andererseits mussten sie sich im Wettbewerb mit durch den Aufbau Ost hoch geförderten Betrieben in der unmittelbaren Nachbarschaft behaupten. Das Fördergefälle ist hauptsächlich ein Problem für KMU, insbesondere des Handwerks, die eine höhere Ortsbindung aufweisen als die Großindustrie.
Ein weiteres Fördergefälle besteht an der östlichen Staatsgrenze nach Polen und Tschechien oder zwischen Berlin und dem Umland, wie beispielsweise der Gemeinde Ludwigsfelde in Brandenburg.